# Васильевская (Усть-Паденьгское сельское поселение, 11258832005)
Васильевская — нежилая деревня в Шенкурском районе Архангельской области. Входит в состав муниципального образования «Усть-Паденьгское».

## География
Деревня расположена в южной части Архангельской области, в таёжной зоне, в пределах северной части Русской равнины, в 38 километрах на юго-запад от города Шенкурска, на левом берегу реки Паденьга, притока Ваги. Ближайшие населённые пункты: на востоке, на противоположенном берегу реки, деревня Таруфтинская.
Часовой пояс
Васильевская, как и вся Архангельская область, находится в часовой зоне МСК (московское время). Смещение применяемого времени относительно UTC составляет +3:00.

## Население
| 2002 | 2010 | 2012 |
| ---- | ---- | ---- |
| 34   | ↘0   | →0   |

## История
В «Списке населенных мест Архангельской губернии к 1905 году» деревня Васильевская(Испичина) насчитывает 18 дворов, 83 мужчины и 74 женщины.  В административном отношении деревня входила в состав Устьпаденгского сельского общества Устьпаденгской волости.
На 1 мая 1922 года в поселении 29 дворов, 53 мужчины и 80 женщин.